# HMAS Yarra (1935)
A Yarra folyóról elnevezett HMAS Yarra az Ausztrál Királyi Haditengerészet Grimsby-osztályú őrhajója volt, mely a második világháború idején szolgált. Az 1936-ban hadrendbe állított Yarra a háború kezdeti szakaszát ausztrál vizeken töltötte, majd 1940-ben áthelyezték az Indiai-óceán keleti vizeire. A hajót később a Vörös-tengerre vezényelték, ahol részt vett a brit–iraki háborúban, majd az Irán elleni brit–szovjet invázióban. A hajó ezután novemberben részt vett az ostrom alá vett Tobruk Földközi-tengeren történő ellátásában, ezt követően pedig visszahívták Délkelet-Ázsiába az egyre szaporodó japán támadások miatt. 1942. március 4-én a Yarrát elsüllyesztette egy cirkálókból és rombolókból álló japán egység, miközben Ausztráliába visszavonuló hajókat védelmezett.

## Felépítése
A Grimsby-osztályba tizenhárom őrhajó tartozott, melyek közül négyet Ausztráliában építettek az Ausztrál Királyi Haditengerészet számára. Az 1060 tonna (teljes terhelés mellett 1500 tonna) vízkiszorítású Yarra az osztály első hajóinak egyike volt. A hajó hossza 81,15 m, szélessége 11 m, merülése pedig terheléstől függően 2,3 és 3 m közt volt. A meghajtásról két kazán és a hozzájuk kapcsolt Parsons-turbina gondoskodott, mely 1500 kW teljesítményt tudott leadni a Yarra két hajócsavarjára. A hajó maximális sebessége 16,5 csomó (30,6 km/h) volt. Békeidőben a legénység 135 főből állt, háború idején valamivel többen, 160-an dolgoztak a hajón.
A Yarra fegyverzete három darab 4 hüvelykes (101,6 mm-es) légvédelmi ágyúból állt.

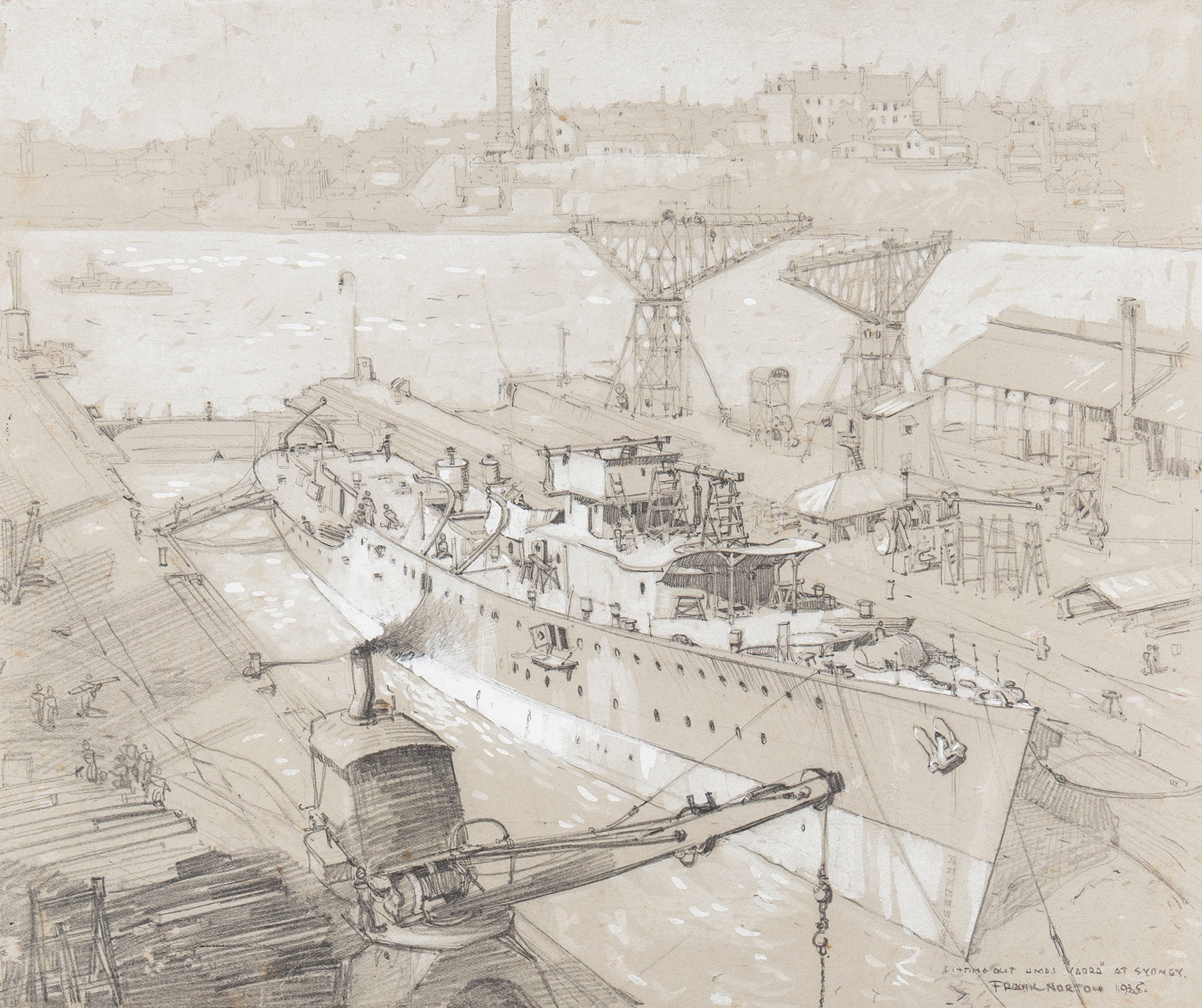
Fitting Out H.M.A.S. Yarra at Sydney (1935) - Frank Norton

A hajó építését 1934. május 24-én kezdték az sydney-i Cockatoo Island hajógyárban, vízre bocsátására pedig 1935. március 28-án került sor, Archdale Parkhill védelmi miniszter feleségének jelenlétében. A Yarra 1936. január 21-én állt az Ausztrál Királyi Haditengerészet szolgálatába.

## Bevetései
1939 decemberében a Yarrát a 20. aknakereső flottillához rendelték, majd 1940. augusztus 28-án áthelyezték a Kelet-indiai parancsnokság alá, hogy ott folytassa szolgálatát. Szeptember 18-án megérkezett Ádenbe, hogy konvojkísérő feladatokat lásson el a Vörös-tengeren.
Október 20-án a Yarra – több hajóval egyetemben – épp a BN 7-es konvoj kíséretét látta el, mikor olasz rombolók rájuk támadtak. A támadókat sikerült elűzniük, az egyik romboló – a Francesco Nullo – még zátonyra is futott. A támadás során az olaszok két torpedót lőttek ki a Yarrára, de mindkettőt sikerült kikerülnie.
Az 1941 márciusa és áprilisa közti időt a Yarra a bombay-i kikötően töltötte, ahol felújításokat végeztek rajta. Április 12-én a hajó csatlakozott a Karacsiból a Perzsa-öbölbe tartó BP7-es konvoj kíséretéhez. Megérkezésük után a Yarra az öbölben maradt és részt vett a brit–iraki háborúban. Augusztusban a hajót iráni vizekre vezényelték, hogy segítse az Irán elleni brit–szovjet inváziót. A Yarra számos kikötő és olajipari üzem elfoglalásában segédkezett, elsüllyesztette az iráni Babr őrhajót, valamint részt vett két iráni ágyúnaszád, és az olasz Hilda elfoglalásában. Novemberben a hajót áthelyezték a Földközi-tengerre, hogy segítse az ostrom alatt álló Tobruk utánpótlással való ellátását.
Decemberben a japán hadüzenet hatására a Yarrát a délkelet-ázsiai térségbe küldték. December 9-én hagyta el az alexandriai kikötőt és 1942. január 11-én érte el Jávát, ahol ismét konvojkísérő feladatokat kapott. Február 5-én az őrhajó egy konvojt kísért Szingapúrba (ez volt az utolsó konvoj, ami megérkezett a városba, mielőtt azt elfoglalták a japánok). Az út során a konvojra japán repülőgépek támadtak. A Yarra egy gépet lelőtt és több másikat megrongált, majd az 1800 főt szállító, lángokban álló SS Empress of Asia csapatszállító hajó segítségére sietett. február 6-án a hajó egy dél felé tartó konvojjal elhagyta Szingapúrt. Palembang közelébe érve a Yarra elhagyta a konvojt, hogy a meghibásodott HMAS Vendetta rombolót elvontassa. A két hajó ezután sikeresen elért Tanjong Priok kikötőjébe.

## Elvesztése
A szövetségesek délkelet-ázsiai helyzetének megromlása miatt, általános délre vonulást rendeltek el. Március 2-án a Yarra Tjilatjapba érkezett az Anking ellátóhajóval, a Francol tankerral, és az MMS-51 aknamentesítő hajóval. Az őrhajó azt a feladatot kapta, hogy kísérje a másik három hajót Fremantle-be. Egy nappal később a hajó a holland Paragi mentőcsónakjaiból 40 embert megmentett.
1942. március 4-én reggel a konvoj szembetalálkozott egy japán flottillával, melybe négy romboló valamint az Atago, a Takao, és a Maya cirkálók tartoztak. A Yarra parancsnoka, Robert William Rankin elrendelte az álcázófüst bevetését, majd felszólította a többi hajót, hogy szóródjanak szét, amíg a Yarra feltartja a japán hadihajókat. Erőfeszítései ellenére a konvoj menekülő hajóit utolérték, és elsüllyesztették. A Yarrát nem sokkal reggeli 8 óra után süllyesztette el egy cirkálóról leadott találat. A hajó legénységéből, valamint a korábban kimentett emberekből mindössze 34 túlélő maradt. Március 9-én, mikor a K XI holland tengeralattjáró kimentette a túlélőket, már csak 13-an voltak életben.
A Yarra háborús szolgálatait később két kitüntetéssel ismerték el, ezek a "Líbia 1941" és a "Kelet-India 1942".

### Fordítás
Ez a szócikk részben vagy egészben  a   HMAS Yarra (U77) című angol Wikipédia-szócikk ezen változatának fordításán alapul.  Az eredeti cikk szerkesztőit annak laptörténete sorolja fel. Ez a jelzés csupán a megfogalmazás eredetét és a szerzői jogokat jelzi, nem szolgál a cikkben szereplő információk forrásmegjelöléseként.